# Serj Tankian
Serj Tankian (örményül: Սերժ Թանգյան) (Libanon, Bejrút, 1967. augusztus 21. –) örmény származású amerikai énekes, dalszövegíró, dalszerző, zenei producer, társadalmi és politikai aktivista. A System of a Down zenekar vezető énekese, billentyűse és alkalmi gitárosa.

## Előélete és karrierje
Ötéves  volt, amikor a szüleivel Los Angelesbe költöztek. A gimnázium elvégzése után marketinget tanult. Négy éven át vett énekórákat és gyermekkorában gitározni is tanult. 1993-ban Daron Malakiannal megalapította a Soil együttest (nem összetévesztendő a chicagói SOiL zenekarral), amit később felváltott a System of a Down.
A zenekarban betöltött szerepe mellett Tankian egy saját kiadót üzemeltet, Serjical Strike Records néven. Emellett néha más zenekarokban is elvállalja az énekesi szerepet. Például ő énekel a Dog Fashion Disco Mushroom Cult című számában, de az ő háttérvokálja hallható a Deftones Mein című dalában is. Producerként közreműködött Buckethead Enter The Chicken albumán, és ő énekelte fel a lemez We are One című számát. Kiadójával igyekszik olyan előadókat felkarolni, amiket a zenekiadás főárama méltánytalanul hanyagol, és próbálja őket szélesebb közönséghez eljuttatni. A kiadó első megjelent kiadványa a Serart volt, ez egy közös lemez egy örmény barátjával, Arto Tunçboyaçiyan-nal. Tankian nagy lendülettel veszi ki a részét a politikából is. Tom Morellóval, az Audioslave és a Rage Against the Machine zenekar gitárosával közösen alapították meg az Axis of Justice (Az Igazság Tengelye) elnevezésű szervezetet. Tankian gyakran felhasználja nyilvános szerepléseit arra, hogy fellépjen az erőszak ellen.
Azontúl, hogy vegetariánus és szereti a költészetet, a világ nem sokat tud Serj Tankian magánéletéről. Kedvenc szerzői között szerepel Shakespeare, T. S. Eliot és Edgar Allan Poe. Emellett talán csak azt lehet megemlíteni, hogy Tankian nem szereti a "sztárság" intézményét, úgy gondolja, hogy ez leginkább időpocsékolás és csak arra jó, hogy a terjedő pletykák tönkretegyék az ember személyes kapcsolatait.
2011. augusztus 12-én Tankian megkapta az Örmény miniszterelnöki Medált az Örmény Genocídium megismertetéséért és a zene haladásához való hozzájárulásaiért.

## Szólókarrierje

### Elect the Dead (2007–2010)
Miután a System of a Down 2006 nyarán pihenőre vonult, a zenekari tagok közül elsőként Tankian volt az, aki szólólemezt jelentetett meg. Első saját albuma az Elect the Dead címet kapta, és 2007-ben jelent meg. Tankian szinte egymaga rögzítette a lemezt, de dobon más előadók segítettek neki, többek között zenekari társa, John Dolmayan. A lemezt turnéztató koncertsorozat keretén belül Tankian fellépett a 2008-as Sziget Fesztiválon is.
A lemeznek 2010-ben egy szimfonikus zenekarral rögzített változata is megjelent, melyet Tankian az Auckland Filharmonikusokkal együtt rögzített. A kiadvány az Elect the Dead Symphony címet kapta, és a zenei anyag mellett tartalmazza a koncertet is, ahol a lemezt rögzítették.

### Imperfect Harmonies és Imperfect Remixes (2010–2011)
Tankian második saját lemeze 2010-ben jelent meg. A lemez első címe Music Without Borders volt, de később ezt megváltoztatva Imperfect Harmonies címen látott napvilágot az album. 2011. március 1-jén megjelent egy Imperfect Remixes nevű EP. A lemez 3 remix és egy lemaradt számot tartalmaz az Imperfect Harmonies albumról.

### A System of a Down visszatérése és új szólóalbum (2011–)
A System of a Down ötéves szünet után, 2011-ben visszatért. Tankian is fellépett a zenekar Reunion Tour 2011 elnevezésű koncertkörútján.
Harmadik szólólemeze 2012 nyarán jelent meg, Harakiri címmel.

## Írásai

### Understanding Oil
Két nappal a szeptember 11-ei terrortámadás után Serj egy később meglehetősen sokat vitatott esszét tett közzé a zenekar internetes oldalán. Az írást a Sony – a zenekar kiadója – majdnem azonnal eltávolíttatta. A Sony álláspontja szerint az énekes védelmébe vette a terrortámadást, és érvei nem voltak kellően megalapozottak. Az írás eredeti nyelven megtalálható az alábbi címen: "Understanding Oil"

## Költészete

### Cool Gardens(2002)
Tankian első verseskötetét, a Cool Gardens-t az MTV kiadó jelentette meg 2002 októberében. A mű Tankian elmélkedéseit foglalja keretbe az elmúlt hét-nyolc évről, és Sako Shahinian illusztrálta. A könyv több elismerő kritikát kapott az amerikai művészvilágban.

### Glaring Through Oblivion(2011)
Tankian második kötete Glaring Through Oblivion címen készült el, és 2011-ben adták ki. Ahogy első könyvén, ezen is Sako Shahinian volt az illusztrátor.

## Lemezei
| - System of a Down (1998) - Toxicity (2001) - Steal This Album! (2002) - Mezmerize (2005) - Hypnotize (2005) - Serart (promó) - Serart (2003) - Axis Of Justice: Concert Series Volume 1 (2004) | - Elect the Dead (2007) - Imperfect Harmonies (2010) - Harakiri (2012) Élő lemezek - Elect the Dead Symphony (2010) EP-k - Lie Lie Live (2008) - Imperfect Remixes (2011) |

## Közreműködései
- Limp Bizkit közreműködik Serj Tankian – "Don't Go Wandering" (2000)
- Fear Factory közreműködik Serj Tankian – "Cars" (Live) (2000)
- Incubus közreműködik Serj Tankian – Live Improvisation (2000)
- (hed) p.e. közreműködik Serj Tankian és Morgan Lander – "Feel Good" – "Broke" (2000) és "The Best of (hed) Planet Earth" (2006)
- Tony Iommi közreműködik Serj Tankian – "Patterns" – "Iommi" (2000)
- Snot közreműködik Serj Tankian – "Starlit Eyes" – "Strait Up" (2000)
- Dog Fashion Disco közreműködik Serj Tankian – "Mushroom Cult" – "Anarchists Of Good Taste" (2001)
- Kittens For Christian közreműködik Serj Tankian – "Had A Plan" – "Privilege Of Your Company" (2003
- Serj Tankian – "Bird Of Paradise (Gone)" – "Bird Up: The Charlie Parker Remix Project" (2003)
- Saul Williams közreműködik Serj Tankian – "Talk To Strangers" – "Saul Williams" (2004)
- M.I.A. – "Galang" [Serj Tankian remix] – "Galang" (2005)
- Buckethead közreműködik Serj Tankian – "We Are One" – "Masters Of Horror Soundtrack" (2005) és "Enter The Chicken" (2005)
- Buckethead közreműködik Serj Tankian és Azam Ali – "Coma" – "Enter The Chicken" (2005)
- Buckethead közreműködik Serj Tankian és Shana Halligan – "Waiting Hare" – "Enter The Chicken" (2005)
- The Notorious B.I.G. – "Who Shot Ya?" (Serj Tankian Remix) – "Marc Eckō's Getting Up: Contents Under Pressure" (2006)
- Deftones közreműködik Serj Tankian – "Mein" – "Saturday Night Wrist" (2006)
- Tool közreműködik Serj Tankian – "Sober" (live, 2007, Auckland)
- Les Rita Mitsuoko közreműködik Serj Tankian – "Terminal Beauty" – "Variéty" (2007)
- Fair to Midland közreműködik Serj Tankian – "Walls Of Jerrecho" (Live) (2007)
- Serj Tankian – "Bug Theme" – "Bug Soundtrack" (2007)
- Wyclef Jean feat Sizzla and Serj Tankian - "Riot" (2007)

## Díjai
- 2005-ben a System of a Down megnyerte első Grammy-díját a "B.Y.O.B."-vel a Legjobb Hard Rock Előadás kategóriában.[24]
- 2006-ban megnyerték "MTV Good Woodie Award"-ot a "Question"-nel.[25]
- 2007-ben Grammy-díjra jelölték Lonely Day című számukat a Legjobb Hard Rock Előadás kategóriában.[25]

## Hangszerei
- Fender Stratocaster
- Különböző Marshall erősítők
- Roland VS-1680
- BOSS DR-202 Dr. Groove
- BOSS GT-5 Guitar Effects Processor
- BOSS DS-1 Distortion
- BOSS CH-1 Super Chorus
- Korg Triton